# 카를로스 델가도
카를로스 델가도(Carlos Delgado, 1972년 6월 25일 ~ )는 푸에르토리코 출신의 전 야구 선수로, 메이저 리그의 1루수였다. 2006년과 2009년, 그리고 2013년에는 월드 베이스볼 클래식에 푸에르토리코의 대표팀으로 참여하기도 했다. 그리고 2006년과 2009년은 선수로, 2013년에는 타격코치로 참여한 것이다.

## 메이저 리그 시절
토론토 블루제이스 소속의 시절인 2003년 9월 25일, 템파베이 데블레이스와의 경기에서 1경기 4개의 홈런을 기록하였다.